# Палаццо Бембо
Палаццо Бембо (итал. Palazzo Bembo) — дворец в Венеции, расположенный на Гранд-канале в сестиере (районе) Сан-Марко рядом с Палаццо Дольфин-Манин, неподалеку от моста Риальто. Место рождения венецианского учёного, кардинала, поэта, теоретика литературы Пьетро Бембо (1470—1547). В настоящее время в палаццо располагается отель и выставочный зал современного искусства, имеющий европейскую известность благодаря Венецианской биеннале, отдельные мероприятия которой проводятся в этом дворце.

## История и архитектура
Дворец построен в XV веке для знатного венецианского рода Бембо. Несмотря на то, что на протяжении веков он несколько раз перестраивался, внешне здание всё ещё сохраняет первоначальную структуру. Палаццо представляет собой пример объединения нескольких зданий за счёт использования различных композиционных приёмов, включая наличие непрерывного балкона. Фасад красной окраски имеет явный венецианский готический вид с тремя уровнями стрельчатых окон: из них, пары пятисветных окон на втором, «благородном» (piano nobile), и верхнем этажах представляют собой так называемые полифоры. Уровни зрительно делятся карнизами и балюстрадами.
Фасад палаццо сочетает в себе старинные венециано-готические элементы с чертами византийской архитектуры. Поэтому он считается образцом так называемого византийско-венецианского стиля (bizanto-veneto), зародившегося в Венеции XIV века посредством слияния византийских элементов архитектуры Константинополя, арабских влияний из мавританской Испании и ранних готических форм из материковой Италии.
Внутри дворца имеется лестница XVII века, выходящая во внутренний двор, которая ведёт на благородный этаж, где находится большой Приёмный зал (Portego) оформленный в стиле барокко.